# Manuel Elkin Patarroyo

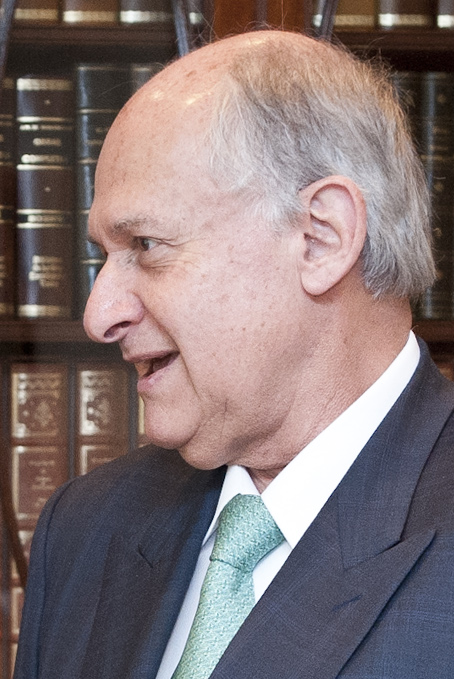
Manuel Elkin Patarroyo im Jahr 2013

Manuel Elkin Patarroyo (* 3. November 1946 in Ataco, Tolima, Kolumbien; † 9. Januar 2025 in Bogotá) war ein kolumbianischer Immunologe, bekannt durch die Entwicklung eines synthetischen Impfstoffs gegen Malaria in den 1980er Jahren. 

## Werdegang
Patarroyo studierte Medizin an der Nationale Universität von Kolumbien, ging dann mit einem Stipendium der Rockefeller Foundation an die Yale University und wurde 1984 an der Rockefeller University bei Robert Bruce Merrifield und Henry G. Kunkel promoviert. Danach kehrte er nach Kolumbien zurück, wo er das Nationale Institut für Immunologie aufbaute, das mit dem Hospital San Juan de Dios in Bogotá verbunden war, einer seit 1723 bestehenden Klinik, die aber 1999 aus finanziellen Gründen geschlossen wurde.
1987 entwickelte er einen synthetischen Impfstoff gegen Malaria (SPf66), der in Feldtests der WHO in Gambia, Tansania, Thailand und Südamerika erprobt wurde. Trotz äußerst lukrativer Angebote verschiedener Pharmafirmen übertrug er auch das Patent für die erste Version seines Impfstoffs 1995 kostenlos auf die WHO. Er drängte darauf, dass der Impfstoff in Kolumbien entwickelt und produziert wurde, um den Preis niedrig zu halten. Die WHO setzte den Impfstoff aber nicht in größerem Umfang ein, da er teilweise gar keine Wirkung zeigte.
Patarroyo, der die negative Kritik an seinem ersten Impfstoff als teilweise getragen von Vorurteilen gegen Wissenschaftler in der Dritten Welt empfand, entwickelte weiter verbesserte Impfstoffe in Kolumbien, wo Malaria ein ernsthaftes Gesundheitsproblem darstellt.
1994 erhielt er den Robert-Koch-Preis mit Volkmar Braun und den Prinz-von-Asturien-Preis.